# Новобирзуловка
Новобирзуловка (укр. Новобірзулівка) — село в Баштанском районе Николаевской области Украины.
Основано в 1863 году. Население по переписи 2001 года составляло 262 человек. Почтовый индекс — 56131. Телефонный код — 5158. Занимает площадь 0,68 км².

## Местный совет
56130, Николаевская обл., Баштанский р-н, с. Привольное, ул. Победы, 259